# Kazimierz Czarniecki
Kazimierz Czarniecki (ur. 23 lutego 1928 w Czarnkowie) – polski działacz partyjny i państwowy, inżynier elektryk, podsekretarz stanu w Ministerstwie Łączności (1985–1987).

## Życiorys
Syn Leona i Jadwigi. W okresie okupacji pracował w gospodarstwie rolnym i jako robotnik, we wrześniu 1944 wywieziony na roboty przymusowe w rejonie Włocławka. W styczniu 1945 wstąpił do Milicji Obywatelskiej w Czarnkowie, zajmując się konwojowaniem jeńców i zwalczaniem niemieckich sił zbrojnych. W 1948 zdał maturę w Państwowym Gimnazjum i Liceum w Czarnkowie. W 1948 wstąpił do Batalionu Akademickiego ludowego Wojska Polskiego, w którym służył do 1950. Studiował na Politechnice Łódzkiej i Politechnice Gdańskiej, gdzie w 1952 uzyskał tytuł inżyniera elektryka.
Należał do Organizacji Młodzieży Towarzystwa Uniwersytetu Robotniczego (1946–1948), a od 1947 działał w Polskiej Partii Robotniczej, w 1948 przekształconej w Polską Zjednoczoną Partię Robotniczą. Był m.in. przewodniczącym Wojewódzkiej Komisji Rewizyjnej KW PZPR w Szczcinie (1969–1974). Pracował jako główny inżynier w Zarządzie Okręgowym Radiofonizacji Kraju w Szczecinie (1951–1954), dyrektor P.P. Stacje Radiowe i Telewizyjne w Szczecinie (1954–1964), szef Okręgu Poczty i Telekomunikacji w Szczecinie (1964–1974) oraz wicedyrektor (1974–1978) i dyrektor (od 1978) Okręgu Poczty i Telekomunikacji w Łodzi. Od marca 1985 do likwidacji resortu w październiku 1987 pełnił funkcję podsekretarza stanu w Ministerstwie Łączności.